# Роберт та Гертруда Петерсен
Роберт Петерсен (дан. Petersen, Robert) (2 вересня 1911 — дата смерті невідома) та Гертруда Петерсен (дан. Petersen, Gertrud) (17 листопада 1906 — дата смерті невідома) — подружжя з Копенгагена, Данія, які під час Другої світової війни врятували 14 євреїв, ризикуючи власним життям. За свій вчинок були вшановані званням Праведники народів світу Інституту пам'яті жертв Голокосту «Яд Вашем».

## Біографія
На початку 1940-х років Роберт та Гертруда Петерсен жили зі своїми двома дітьми в невеликому будинку в Копенгагені. Роберт заробляв на життя виготовленням абажурів. У вересні 1943 року, коли нацистська влада почала підготовку до масової депортації євреїв із Данії, подружжя вирішило допомогти своєму другу — 31-річному єврею Ісаку Пайкіну — та його родині.
Попри обмежені житлові умови та вагітність Гертруди (вона чекала третю дитину), Петерсени прихистили у себе вдома 14 осіб — розширену родину Пайкіна. Серед них були: сам Ісак Пайкін, його дружина й син Хеннінг, батьки, сестри, зять із сином (Торбен Сапощіников), брати з родинами, зокрема племінниця Лайла.

## Порятунок
Через два дні після приходу родини Пайкіна, Роберт Петерсен вирушив до міста Кеге, розташованого на узбережжі. У місцевому кафе-пансіоні він домовився з власником про тимчасовий прихисток для євреїв у підготовленій кімнаті, де ті могли залишатися в очікуванні переправи до Швеції.
Петерсен також розпочав пошуки рибалок, які б погодились перевезти євреїв через Ересунн до Швеції. Коли власник човна відмовився від домовленості в останній момент, Роберт знайшов спосіб переконати рибалок забрати ключі від човна — власника напоїли, і човен було використано. У ту ж ніч усі 14 євреїв благополучно дісталися шведського узбережжя.
Після їхньої втечі подружжя Петерсенів доглядало за будинком родини Пайкіна, аби після війни вони могли повернутися до свого життя.

## Визнання
1 травня 2001 року Роберт і Гертруда Петерсен були визнані Праведниками народів світу. Їхні імена викарбувані на Стіні пошани у Яд Вашем.